# Afromantispa
Afromantispa  (лат.) — род хищных насекомых из семейства мантиспид отряда сетчатокрылых. Африка. Включает несколько видов (более 20, ревизия которых не завершена), широко распространённых в Африке и на границе с Палеарктикой, включая Испанию и Аравийский полуостров. Проторакс гранулированный. Антенны с отчётливым желтовато-белым кольцом на 3-м членике. Фасеточные глаза крупные.
Род был впервые выделен в 2012 году южноафриканскими энтомологами Л. Сниманом (Louwtjie P. Snyman; Претория, ЮАР), Мервином Манселлом (Mervyn W. Mansell) и Кларком Шольцем (Clarke H. Scholtz) и их немецким коллегой Майклом Олем (Michael Ohl, Берлин, Германия), на основе типового вида Afromantispa tenella. Род включают в состав подсемейства Mantispinae.
- Afromantispa tenella (Erichson, 1839)typus
- Другие виды